# Фридрих III (Брауншвайг-Каленберг-Гьотинген)
Вижте пояснителната страница за други личности с името Фридрих III.
Фридрих III, наричан „Неспокойният“ (на немски: Friedrich von Braunschweig-Lüneburg, der Unruhige, Turbulentus; * 1424; † 5 март 1495, Хановерш Мюнден) от род Велфи (Среден Дом Брауншвайг), е заедно с брат му Вилхелм II от 1482 г. херцог на Херцогство Брауншвайг-Люнебург, но е свален през 1484 г.

## Живот
Син е на херцог Вилхелм I фон Брауншвайг-Люнебург (1392 – 1482) и Цецилия фон Бранденбург (1405 – 1449), дъщеря на курфюрст Фридрих I фон Бранденбург и Елизабета Баварска.
Фридрих като млад често участва в грабежни походи и караници и затова има допълнителното име Неспокойния. На 1 февруари 1463 г. той се жени за Анна фон Брауншвайг-Грубенхаген (1414 – 1474), дъщеря на херцог Ерих I (1383 – 1427) и вдовица на Албрехт III (1401 – 1460), херцог на Бавария-Мюнхен.
След смъртта на баща му той управлява от 1482 г. заедно с брат му Вилхелм и изисква подялба на наследството. Фридрих получава Княжество Каленберг.
Останал вдовец през 1474 г., девет години по-късно, на 10 май 1483 г., Фридрих III се жени за Маргарета († 1535), дъщеря на Конрад V фон Ритберг.
На 10 декември 1484 г. Фридрих е затворен от брат му Вилхелм и заведен в Хановерски Мюнден, където умира бездетен на 5 март 1495 г.